# Adel Amrouche
Adel Amrouche (Kouba, 7 marzo 1968) è un allenatore di calcio, dirigente sportivo ed ex calciatore algerino, di ruolo centrocampista.

## Carriera

### Giocatore
Da calciatore, dopo gli inizi nelle giovanili di CR Belouizdad e JS Kabylie, ha vestito le maglie di varie squadre algerine, tra cui OMR El Annasser (club di debutto), CR Belouizdad, USM Alger e JS Kabylie. Dopo una breve esperienza austriaca, ha militato in vari club belgi, tra cui La Louvière e Mons.

### Allenatore
Intrapresa nel 1988 la carriera di allenatore, ha guidato vari club algerini come USM Alger e RC Kouba, per poi trasferirsi nel 2002 nella Repubblica Democratica del Congo per allenare per un biennio il Motema Pembe. 
Nel 2004 è divenuto il commissario tecnico della nazionale equatoguineana. Dopo una breve esperienza turca, alla guida del Gençlerbirliği nel 2005, dal 2005 al 2006 ha allenato nuovamente il Motema Pembe.
Dal 2007 al 2012 ha allenato la nazionale burundese e dal 2013 al 2014 la nazionale keniana. Tornato in Algeria nel 2016, ha guidato nuovamente l'USM Alger, per poi divenire nel 2018 il commissario tecnico della nazionale libica, guidata da maggio a ottobre. Successivamente ha allenato l'MC Alger (2018-2019) e le nazionali di Botswana (2019-2022), Yemen (2022-2023) e Tanzania (2023-2024).